# غاري جونسون
غاري إيرل جونسون (بالإنجليزية: Gary Earl Johnson)‏ (ولد في 1 يناير 1953) هو رجل أعمال أمريكي، ومؤلف، وسياسي، كان الحاكم التاسع والعشرين لولاية نيومكسيكو في الفترة منذ عام 1995 وحتى 2003 كعضو في الحزب الجمهوري. وهو مرشح الحزب الليبرتاري لرئاسة الولايات المتحدة في انتخابات 2012 وانتخابات 2016. وأيضًا مرشح الحزب الليبرتاري لمجلس الشيوخ الأمريكي في انتخابات مجلس الشيوخ في نيو كسيكو عام 2018.
أسس جونسون واحدة من أكبر شركات البناء في نيو مكسيكو. ودخل السياسة للمرة الأولى عن طريق ترشيح نفسه لمنصب حاكم نيومكسيكو في عام 1994 على أساس برنامج خفض الضريبة، ومكافحة الجريمة، واعدًا «بنهج عمل قائم على حس الإدراك». هزم الحاكم الديمقراطي حينها بروس كينغ بنسبة 50% إلى 40%. خفض النمو السنوي في الميزانية بنسبة 10%، ويرجع ذلك جزئيًا إلى استخدامه لحق النقض بصفته حاكم ولاية 200 مرة خلال الأشهر الستة الأولى له.
سعى جونسون لإعادة انتخابه في عام 1998، إذ فاز بنسبة 55% إلى 45%. وفي فترة ولايته الثانية، ركز على مسألة إصلاح نظام القسائم المدرسية، فضلًا عن الحملات الرامية إلى التخفيف من تجريم الماريغوانا. أثناء فترة ولايته كحاكم، التزم جونسون بسياسة مناهضة للضرائب، فوضع في سجلات الدولة والسجلات الوطنية لعدد المرات التي استخدم فيها حقه في النقض: أكثر من بقية الحكام المعاصرين الذين بلغ عددهم 49 حاكمًا. تقاعد جونسون لفترة محدودة من سياسة الجبهة في عام 2003.
رشح جونسون نفسه لمنصب الرئيس في عام 2012، في مستهل الأمر بوصفه جمهوري على منصة برنامج ليبرتارية مشددًا على الدين العام الأميركي وضبط الميزانية، وحماية الحريات المدنية، وعدم التدخل العسكري، واستبدال الضريبة العادلة بضريبة الدخل، ومعارضة الحرب على المخدرات. وفي ديسمبر 2011، سحب ترشيحه من الحزب الجمهوري وترشح لصالح الحزب الليبرتاري بدلًا من ذلك، ففاز بالترشيح في مايو 2012. حصل جونسون على 1.3 مليون صوت (1%)، أي أكثر من جميع المرشحين الثانويين الآخرين مجتمعين.
عاد جونسون مرة أخرى إلى الترشح لمنصب الرئيس في عام 2016، ففاز مرة أخرى بترشيح الليبراليين وعُين حاكم ولاية ماساتشوستس الجمهوري السابق بيل ويلد كنائبه. حصل جونسون على ما يقرب من 4.5 مليون صوت (3.27% من إجمالي الأصوات)، وهو الأكثر بالنسبة لمرشح الخيار الثالث منذ انتخابات عام 1996، وأعلى حصة تصويت وطنية لمرشح من الحزب الليبرتاري في التاريخ. بعد الانتخابات الرئاسية لعام 2016، قال جونسون إنه لن يترشح للرئاسة مرة أخرى. رشح نفسه لمجلس الشيوخ الأمريكي في انتخابات مجلس الشيوخ في ولاية نيومكسيكو عام 2018 ضد عضو مجلس الشيوخ من الحزب الديمقراطي حينها مارتن هاينريش، وجاء في المركز الثالث بحصوله على 15.38% من الأصوات على مستوى الولاية (107201 صوتًا).

## حاكم نيو مكسيكو

### الفترة الأولى
دخل جونسون في السياسة عام 1994 بقصد الترشح لمنصب حاكم، ونصحه «الشيوخ الجمهوريون» بالترشح للهيئة التشريعية للولاية بدلًا من ذلك. على الرغم من نصيحتهم، أنفق جونسون 500,000 دولار من أمواله الخاصة ودخل السباق بقصد إحضار «نهج العمل القائم على حس الإدراك» إلى المنصب. كان شعار حملة جونسون هو «الناس قبل السياسة». أكد برنامجه على التخفيضات الضريبية، وخلق فرص العمل، وضبط نمو الإنفاق الحكومي، والقانون، والنظام. فاز بترشيح الحزب الجمهوري، متغلبًا على مشرع الولاية ريتشارد بّي. تشيني بنسبة 34% إلى 33%، مع فوز جون ديندال والحاكم السابق ديفيد ف. كارغو في المركزين الثالث والرابع. وفاز جونسون بعد ذلك بأغلبية ساحقة في الانتخابات العامة الثلاثية، إذ هزم الحاكم الحالي بروس كينغ (ديمقراطي محافظ نسبيًا) والملازم السابق روبرتو موندراغون (الذي خاض الانتخابات عن حزب الخضر) بنسبة تقل قليلًا عن 50% من الأصوات. انتخِب جونسون كجمهوري وطني، على الرغم من أن تسجيل الأحزاب في ولاية نيو مكسيكو في ذلك الوقت كان 2 إلى 1 للديمقراطيين.
وبوصفه حاكمًا، اتبع جونسون نهجًا حكوميًا صغيرًا صارمًا. وفقًا لميكي دي. بارنيت عضو اللجنة الوطنية الجمهورية السابق في نيومكسيكو: «في أي وقت اقترب فيه شخص ما من التشريع لغرض ما، كان أول رد فعل له هو السؤال عما إذا كان ينبغي للحكومة أن تشارك في ذلك في البداية». رفض مستخدمًا حق النقض 200 من 424 مشروع قانون جرى تمريرها في الأشهر الستة الأولى من توليه منصبه -وهو رقم قياسي وطني بلغ 47% من جميع التشريعات- واستخدم حق النقض في معظم مشاريع القوانين المتبقية. وفي جونسون وهو في منصبه بوعده في حملته الانتخابية بخفض النمو السنوي لميزانية الولاية بنسبة 10%. في ميزانيته الأولى، اقترح جونسون مجموعة واسعة من التخفيضات الضريبية، بما في ذلك إلغاء ضريبة الأدوية الموصوفة، وخفض ضريبة الدخل على مستوى الولاية بمبلغ 47 مليون دولار، وخفض ضريبة البنزين بمقدار 6 سنتات لكل غالون. لكن من بين هذه الاقتراحات، مُرر تخفيض ضريبة البنزين فقط. خلال الإغلاق الحكومي الفيدرالي في نوفمبر 1995، انضم إلى 20 حاكمًا جمهوريًا وطالبوا الحكومة الجمهورية في الكونغرس بالوقوف بحزم ضد إدارة كلينتون في مفاوضات الميزانية، وفي المقال الذي نشر في الصحف وفي المؤتمر الصحفي المصاحب له، نُقِل عنه أنه يدعو إلى إلغاء العجز في الميزانية من خلال إجراء تخفيضات تناسبية في الميزانية. على الرغم من أن جونسون عمل على تخفيض الإنفاق العام للدولة، لكنه في فترة ولايته الأولى رفع الإنفاق على التعليم بنحو الثلث. عندما أظهرت معدلات التسرب ونتائج الاختبارات تحسنًا طفيفًا، غير جونسون أسلوبه (تكتيكاته) وبدأ بتأييد قسائم المدارس، وهي قضية رئيسية في معارك الميزانية في فترة ولايته الثانية كحاكم.

## الحياة الشخصية
تزوج جونسون عام 1977 من دي سميز، واستمر زواجه حتى عام 2005؛ حيث انتهى بالطلاق.

## روابط خارجية
- غاري جونسون على موقع IMDb (الإنجليزية)
- غاري جونسون على موقع الموسوعة البريطانية (الإنجليزية)
- غاري جونسون على موقع إن إن دي بي (الإنجليزية)